# Karl Friedrich von Rumohr

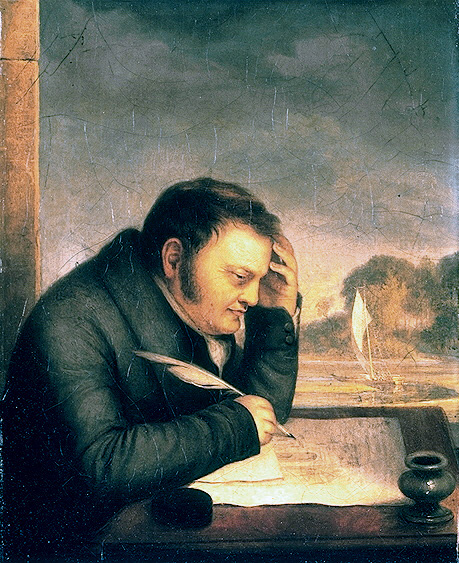
Karl Friedrich von Rumohr

Karl Friedrich von Rumohr (6 de janeiro, 1785 - 25 de julho, 1843) foi um historiador da arte, escritor e gastrólogo alemão